# Крива (Воєводина)
Крива (серб. Криваја) — село в Сербії, належить до общини Бачка-Топола Північно-Бацького округу в багатоетнічному, автономному краю Воєводина.

## Населення
Населення села становить 991 осіб (2002, перепис), з них:
- серби — 531 — 53,85%;
- мадяри — 239 — 24,23%;
- югослави — 52 — 5,27%;
- хорвати — 129 — 3,34%;

Решту жителів  — з десяток різних етносів, зокрема: бунєвці, румуни, німці і кілька русинів-українців.